# El alijo
El alijo és una pel·lícula espanyola dirigida per Ángel del Pozo i estrenada en 1976, sense èxit de taquilla. L'argument és basat en la novel·la homònima de Ramón Solís.

## Argument
Un parell de camioners, Paco i Curro, amb un cert historial delictiu per contraban són contractats per una senyora adinerada per a transportar il·legalment una partida de treballadors portuguesos sense papers a través de la frontera franco-espanyola.

## Repartiment
- Juan Luis Galiardo	...	Curro
- Fernando Sancho	...	Paco
- Paloma Cela...	Emigrant
- Helga Liné...	Mirna
- David Areu 	...	Emigrante
- Manuel Zarzo 	...	Señorito
- Francisco Nieto 	...	Emigrant
- María Casal	...	Araceli
- José Yepes ...	Guía
- Frank Braña ...	Guardia civil

## Premis
Als Premis del Sindicat Nacional de l'Espectacle de 1976 va rebre el premi al millor director i al millor equip artístic.